# It's Now or Never (travhäst)
It's Now or Never, född 12 juli 2018, är en fransk varmblodig travhäst. Hon tränades av Philippe Allaire och kördes oftast av Franck Nivard.
Hon började tävla 2020 och inledde med en andraplats för att därefter ta sin första seger i andra starten. Hon sprang under sin karriär in 190 950 euro på 21 starter varav 4 segrar, 3 andraplatser och 3 tredjeplats.
It's Now or Never tog karriärens största seger i Prix Masina (2021). Samt segrat i Prix Undina (2020), Prix Marcel Dejean (2020) och på andraplats i Prix Vindex (2022) samt på tredjeplats i Prix Roquépine (2021), Prix Guy Deloison (2021) och Prix Reine du Corta.
Hon är halvsyster med Listentothemusic genom stoet Deep Purple.

## Statistik
| Statistik för It's Now or Never (Ref.) | Statistik för It's Now or Never (Ref.) | Statistik för It's Now or Never (Ref.) | Statistik för It's Now or Never (Ref.) | Statistik för It's Now or Never (Ref.) | Statistik för It's Now or Never (Ref.) |
| -------------------------------------- | -------------------------------------- | -------------------------------------- | -------------------------------------- | -------------------------------------- | -------------------------------------- |
| Starter                                | Placeringar                            | Startprissumma                         | Segerprocent                           | Platsprocent                           | Rekord                                 |
| 21                                     | 4-3-3                                  | 190 950 euro                           | 19 %                                   | 48 %                                   | 1.11,4ak,                              |

### Större segrar
| År   | Lopp               | Kusk              | Vinstbelopp | Grupp   |
| ---- | ------------------ | ----------------- | ----------- | ------- |
| 2020 | Prix Marcel Dejean | Yoann Lebourgeois | 24 300 EUR  | Grupp 3 |
| 2021 | Prix Masina        | Franck Nivard     | 45 000 EUR  | Grupp 2 |